# Artyom Yusupov
Artyom Aleksandrovich Yusupov (tiếng Nga: Артём Александрович Юсупов; sinh ngày 29 tháng 4 năm 1997) là một cầu thủ bóng đá người Nga thi đấu cho FC Ural Yekaterinburg.

## Sự nghiệp câu lạc bộ
Anh có màn ra mắt tại Giải bóng đá ngoại hạng Nga cho FC Ural Yekaterinburg vào ngày 29 tháng 4 năm 2017 trong trận đấu với F.K. Terek Grozny.

## Thống kê sự nghiệp
Tính đến 13 tháng 5 năm 2018
| Câu lạc bộ           | Mùa giải            | Giải vô địch                | Giải vô địch | Giải vô địch | Cúp     | Cúp       | Châu lục | Châu lục  | Tổng cộng | Tổng cộng |
| Câu lạc bộ           | Mùa giải            | Hạng đấu                    | Số trận      | Bàn thắng    | Số trận | Bàn thắng | Số trận  | Bàn thắng | Số trận   | Bàn thắng |
| -------------------- | ------------------- | --------------------------- | ------------ | ------------ | ------- | --------- | -------- | --------- | --------- | --------- |
| Ural Yekaterinburg   | 2013–14             | Giải bóng đá ngoại hạng Nga | 0            | 0            | 0       | 0         | –        | –         | 0         | 0         |
| Ural Yekaterinburg   | 2014–15             | Giải bóng đá ngoại hạng Nga | 0            | 0            | 0       | 0         | –        | –         | 0         | 0         |
| Ural Yekaterinburg   | 2015–16             | Giải bóng đá ngoại hạng Nga | 0            | 0            | 0       | 0         | –        | –         | 0         | 0         |
| Ural Yekaterinburg   | 2016–17             | Giải bóng đá ngoại hạng Nga | 1            | 0            | 0       | 0         | –        | –         | 1         | 0         |
| Ural Yekaterinburg   | 2017–18             | Giải bóng đá ngoại hạng Nga | 1            | 0            | 0       | 0         | –        | –         | 1         | 0         |
| Ural Yekaterinburg   | Tổng cộng           | Tổng cộng                   | 2            | 0            | 0       | 0         | 0        | 0         | 2         | 0         |
| Ural-2 Yekaterinburg | 2017–18             | PFL                         | 3            | 0            | –       | –         | –        | –         | 3         | 0         |
| Tyumen               | 2017–18             | FNL                         | 29           | 6            | 2       | 0         | –        | –         | 31        | 6         |
| Tổng cộng sự nghiệp  | Tổng cộng sự nghiệp | Tổng cộng sự nghiệp         | 34           | 6            | 2       | 0         | 0        | 0         | 36        | 6         |